# Metropolia Hajdúdorogu
Metropolia Hajdúdorogu – metropolia sui iuris Kościoła katolickiego obrządku bizantyjsko-węgierskiego.

## Podział administracyjny
1. archieparchia Hajdúdorogu
2. eparchia Miszkolca
3. eparchia Nyíregyházy